# Eagle Grove (Georgia)
Eagle Grove – jednostka osadnicza w Stanach Zjednoczonych, w stanie Georgia, w hrabstwie Hart.